# Fatin Abbas
Fatin Abbas (geboren 1982 in Khartum, Sudan) ist eine sudanesisch-US-amerikanische Hochschuldozentin und Autorin von journalistischen sowie literarischen Texten. Nach literaturwissenschaftlichen Studien an der University of Cambridge sowie der Harvard University unterrichtet sie seit 2019 am Bard College in Berlin.
Ihre journalistischen Beiträge über politische und gesellschaftliche Themen wie Sklaverei und Kindersoldaten in Afrika wurden in internationalen Zeitschriften der USA und Europas, zum Beispiel in der Zeit und der deutschen Ausgabe von Le Monde diplomatique veröffentlicht.
Abbas’ Debütroman Zeit der Geister, der im Sudan vor der Unabhängigkeit des damals südlichen Landesteils spielt, erschien 2024 nach der englischen Originalausgabe auch in deutscher Übersetzung. Kurz danach wurde er für die Bestenliste der Literaturorganisation Litprom ausgewählt.

## Leben und Werk
Abbas stammt aus der sudanesischen Mittelschicht und besuchte mit ihren zwei Geschwistern eine englischsprachige Schule in Khartum. Ihre Mutter war bei der UNO im Sudan beschäftigt; ihr Vater arbeitete als Dozent für Englisch an der Universität Khartum. Er wurde 1989 nach dem Militärputsch durch Omar al-Bashir als Regimegegner für ein Jahr inhaftiert. Die Familie floh in die USA, wo Abbas ihr Studium in Princeton begann. Sie erwarb einen B.A. in Englischer Literatur an der University of Cambridge und wurde 2012 mit der Dissertation Class, Gender and Indigeneity as Counter-discourses in the African Novel an der Harvard University promoviert. Außerdem erlangte sie einen Master of Fine Arts in Creative Writing am Hunter College der City University of New York. Seit 2019 unterrichtet sie Vergleichende Literaturwissenschaft und Kreatives Schreiben am Bard College in Berlin.
Abbas schreibt in englischer Sprache. Ihre journalistischen Beiträge über die politische und gesellschaftliche Situation insbesondere in Afrika wurden in internationalen Zeitschriften der USA und Europas, zum Beispiel in der Zeit, der Süddeutschen Zeitung, der Zeitschrift für Kulturaustausch und der deutschen Ausgabe von Le Monde diplomatique, veröffentlicht.
In einem Beitrag über die Geschichte der Sklaverei im Sudan aus dem Jahr 2015 diskutierte sie Formen der Sklaverei vom frühen 19. Jahrhundert bis zum unabhängigen Sudan des 20. Jahrhunderts. Dabei beschrieb sie, wie die Sklaverei die vorherrschenden Vorstellungen im Land ihrer Eltern geprägt hat, indem die Menschen entweder als muslimische und arabisierte Nordsudanesen oder als Südsudanesen mit traditioneller afrikanischer oder christlicher religiöser Prägung klassifiziert wurden.
In einem auf Deutsch erschienenen Artikel erzählte sie die Geschichte Khartums von der antikolonialen Herrschaft nach dem Mahdi-Aufstand in der zweiten Hälfte des 19. Jahrhunderts bis zur Loslösung des Südsudan vom Norden des Landes 2011 unter der Diktatur Umar al-Baschirs.
Nach ersten Kurzgeschichten in US-amerikanischen und britischen Publikationen wie Granta, Freeman’s, The MIT Technology Review und anderen Zeitschriften veröffentlichte Abbas 2023 ihren ersten Roman Ghost Season, der im Sudan vor der Unabhängigkeit des damals südlichen Landesteils spielt. Er wurde im folgenden Jahr als Zeit der Geister in der Übersetzung von Bernhard Robben auf Deutsch veröffentlicht.

## Rezeption
In einer Rezension vom 29. Februar 2024 im Deutschlandfunk schrieb die Literaturkritikerin Bettina Baltschev:

„Fatin Abbas zeichnet ihre Figuren sorgfältig, mit viel Empathie und sprachlich versiert. Die Konzentration auf fünf sehr unterschiedliche und zugleich charakteristische Figuren lässt ausreichend Raum, sich ihren individuellen Erwartungen zu widmen, ihnen als Leserin sehr nahe zu kommen.“

In der Frankfurter Allgemeinen Zeitung hob die Journalistin Amira El-Ahl die „Komplexität des Konflikts zwischen Nord- und Südsudan, der sich auch in den Figuren widerspiegelt,“ hervor und charakterisierte die Handlung angesichts der Spannungen zwischen dem Nord- und Südsudan für zutreffend.
Für ihre Bestenliste zum Sommer 2024 wählte die Literaturorganisation Litprom den Roman zusammen mit sechs anderen Neuerscheinungen aus.

## Politische Einstellungen
Im Oktober 2024 gehörte Abbas zu den Unterzeichnern eines Aufrufs zum Boykott israelischer Kulturinstitutionen, „die an der überwältigenden Unterdrückung der Palästinenser mitschuldig sind oder diese stillschweigend beobachtet haben“.

## Werke
- Womb Memories. Short story. In: The Warwick Review, Dezember 2011
- The Circumcision. Short story. Bei: openDemocracy, 2012
- Ghost Season: A Novel. W. W. Norton, 2023
  - Zeit der Geister. Rowohlt, 2024

## Auszeichnungen
- Miles Morland Foundation Writing Scholar, Vereinigtes Königreich
- Stipendiatin der Akademie Schloss Solitude
- Stipendiatin der Kulturstiftung Schloss Wiepersdorf
- Künstlerresidenz Jan Michalski Stiftung, Schweiz
- Künstlerresidenz Maison Baldwin St. Paul de Vence, Frankreich
- Stipendiatin KulturKontakt, Österreich[15]
- Mophradat’s Writing Sabbaticals, Belgien